# Karl Jobst (Maler)
Karl Jobst (auch Carl, bis 1882 Jopst; * 8. September 1835 in Mauerkirchen; † 16. Dezember 1907 in Wien) war ein österreichischer Maler.

## Leben
Karl Jobst machte zusammen mit seinem jüngeren Bruder Franz eine Lehre im Kirchenkunstatelier von Ferdinand Scheck in Linz und studierte von 1857 bis 1861 an der Akademie der bildenden Künste Wien bei Carl Wurzinger und Karl Mayer. Er unternahm Studienreisen nach Süddeutschland, Frankreich und Italien. Zusammen mit seinem Bruder war er unter der Aufsicht von Adalbert Stifter an der Restaurierung des gotischen Pesenbacher Flügelaltares beteiligt und fertigte Zeichnungen von allen wichtigen gotischen Schnitzwerken in Oberösterreich an, die 1861 unter dem Titel Sammlung mittelalterlicher Kunstwerke aus Österreich veröffentlicht wurden. Mit seinem Bruder gründete er in Wien die Dekorationsfirma „F. & C. Jobst“, die auf Neuausstattungen und Restaurierungen, insbesondere von kirchlichen Bauten spezialisiert war. Karl widmete sich dabei besonders der Malerei und dem Fresko. Er wurde wie sein Bruder mit dem Goldenen Verdienstkreuz mit der Krone ausgezeichnet. Karl Jobst starb 1907 in Wien und wurde auf dem Wiener Zentralfriedhof bestattet.

## Werke

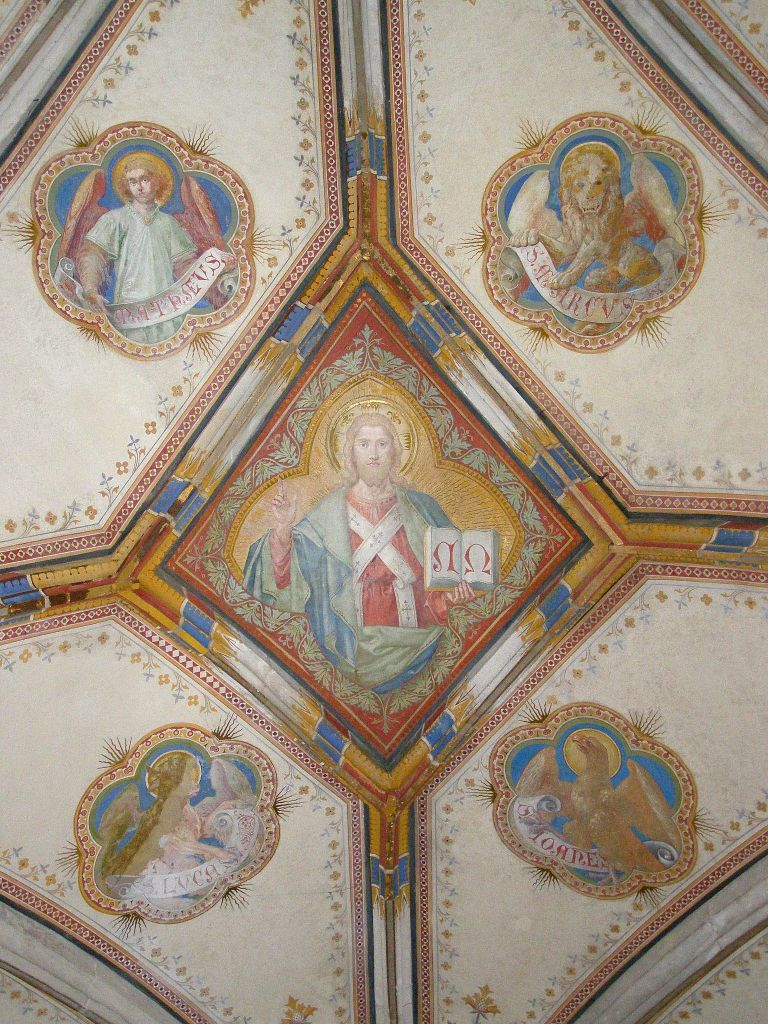
Christus Pantokrator und Symbole der Evangelisten, Annakapelle, Dom zu Pressburg

- Ölgemälde des Marienaltars in der Wehingerkapelle, Stift Klosterneuburg, 1881[2]
- Gewölbemalereien, Pfarrkirche St. Nikolaus, Innsbruck, 1888–1896 (mit Franz Jobst)[3]
- Malereien, Militäroberrealschule, Mährisch Weißkirchen
- Malereien, Stephanskapelle der Kathedrale zu Gran
- Bemalung des Hochaltars, Gewölbemalereien in der Annakapelle, Dom zu Pressburg
- Fresken im Presbyterium, Basilika St. Peter und Paul, Prag
- Deckenmalereien, St.-Cyrill-und-Method-Kirche, Prag-Karolinenthal
- Entwürfe für Glasfenster und ornamentale und figurale Malereien, Votivkirche, Wien (mit Franz Jobst)
- Gewölbemalereien, Spitalkirche, Mödling (mit Franz Jobst)
- Malereien, Großer Saal, Schloss Grafenegg
- Fresken, Schloßkapelle Friedstein
- Fresken, griechisch-orientalische Kirche, Suczawa
- Fresken, griechisch-orientalische Kirche, Lemberg